# 阿赫尔
阿赫尔（荷蘭語：Achel，荷蘭語發音：[ˈɑxəl]）是比利时弗拉芒大區林堡省的一个村庄。阿赫尔原为一独立市镇，1977年，阿赫尔与市镇哈蒙特合并为市镇哈蒙特-阿赫尔。